# Святослав (Шевчук)
Блаженніший Святосла́в (Шевчу́к) (Святослав Юрійович Шевчук; нар. 5 травня 1970, Стрий, Львівська область) — Отець і Глава Української греко-католицької церкви. З 27 березня 2011 року — Верховний архієпископ Києво-Галицький, Митрополит Київський, З 2019 року — Почесний громадянин Львова.

## Життєпис
Народився в християнській родині 5 травня 1970 року в Стрию, Львівська область. У період підпільної діяльності УГКЦ греко-католицькі священники служили Божественну літургію в родинному домі Шевчуків.
Після закінчення середньої школи № 10 навчався у Бориславському медичному училищі. Водночас у 1983–1989 роках — в підпільній греко-католицькій духовній семінарії. Відбув військову строкову службу в Радянській армії. У 1991–1992 роках навчався в Центрі філософсько-богословських студій «Дон Боско» у м. Буенос-Айресі (Аргентина), а у 1992–1994 роках — у Львівській духовній семінарії Святого Духа.
Піддияконські свячення отримав з рук владики Юліана Вороновського. Дияконські свячення отримав 21 травня 1994 року (святитель — владика Филимон Курчаба), священничі — 26 червня 1994 року (святитель — Верховний архієпископ Мирослав Іван Любачівський).
У 1994–1999 роках навчався у Папському університеті святого Томи Аквінського в Римі, де здобув ліценціат, а згодом і докторат з відзнакою Summa cum laude в галузі богословської антропології та основ морального богослов'я візантійської богословської традиції. Під час навчання в Римі надавав душпастирську опіку українцям греко-католикам в Афінах.
У 1999–2000 роках — префект Львівської духовної семінарії Святого Духа. У 2000–2007 роках — віцеректор цієї ж семінарії.
З 2001 — віцедекан богословського факультету Львівської богословської академії (відтак Українського католицького університету).
2002—2005 — голова секретаріату та особистий секретар Любомира Гузара, керівник Патріаршої курії у Львові.
З червня 2007 року — ректор Львівської духовної семінарії Святого Духа.

## Єпископство
14 січня 2009 року Папа Римський Бенедикт XVI призначив Святослава Шевчука єпископом-помічником єпархії Покрова Пресвятої Богородиці в Буенос-Айресі (Аргентина). Новому єпископу уділено титулярний престол Castra Galbae.
Архієрейська хіротонія відбулася 7 квітня 2009 року в соборі святого Юра у Львові. Головним святителем, у присутності Блаженнішого Любомира Гузара, був Високопреосвященний Владика Ігор Возьняк, Архієпископ Львівський, а співсвятителями — Владика Михаїл Микицей, правлячий єпископ єпархії Покрови Пресвятої Богородиці в Буенос-Айресі, та Владика Юліан Вороновський, єпископ Самбірсько-Дрогобицький.
10 квітня 2010 року призначений апостольським адміністратором єпархії Покрови Пресвятої Богородиці у Буенос-Айресі, яка стала вакантною після зречення з уряду попереднього єпархіального єпископа Михаїла Микицея.

## Знання мов
Окрім рідної української, вільно володіє англійською, німецькою, італійською, іспанською, польською, російською, латиною, грецькою, та старослов'янською мовами.

## Глава Церкви
23 березня 2011 року виборчий Синод єпископів УГКЦ обрав Шевчука Верховним архієпископом Києво-Галицьким, Главою української греко-католицької церкви. 25 березня цей вибір затвердив Папа Римський Бенедикт XVI.
Інтронізація нового Глави УГКЦ відбулася 27 березня у Патріаршому соборі Воскресіння Христового у Києві.
2 червня 2011 року було ухвалено катехизм «Христос — наша Пасха», офіційний текст віровчення Української греко-католицької церкви. Офіційне представлення катехизму відбулось у Львівській духовній семінарії 24 червня 2011 року за участі Блаженнійшого Святослава.
2012 року став членом ордену Лицарі Колумба.
18 серпня 2013 року, з нагоди 1025-річчя Хрещення України-Русі освятив новий кафедральний храм УГКЦ у Києві, Патріарший собор Воскресіння Христового. На прощу з нагоди освячення собору прибули понад 20 тисяч прочан (за іншими даними від 30 до 50 тисяч) та понад 700 священників.

### Позиція щодо Майдану та війни
Під час Революції гідності 2013–14 років підтримав протестувальників та виступив за оновлення влади. Згодом неодноразово відзначав велике значення події в історії країни та наголошував на важливості жертви Небесної сотні й гідного її вшанування.
З початком російсько-української війни наприкінці лютого 2014 року, Глава УГКЦ був одним з тих релігійних лідерів, які рішуче та відкрито виступили із засудженням російської агресії та стали на підтримку визвольної боротьби українського народу.
Після повномасштабного вторгнення Росії Глава УГКЦ разом з більшістю українських релігійних лідерів закликав до боротьби проти агресора.
10 квітня 2023-го року Святослав Шевчук заявив, що українці здатні вистояти проти російської агресії у скрутний час та переконати світ надати їй більше підтримки.
10 січня 2024 папа римський Франциск у листі до Шевчука висловив йому щирі співчуття народові України та висловив йому свою близкість до багатостраждальної України.

### Позиція щодо ПЦУ
Спочатку єдиною канонічною церквою в Україні вважав УПЦ МП, але потім підтримав надання об'єднаним православним церквам Томосу про автокефалію. 2019 року Предстоятель Української греко-католицької церкви Святослав Шевчук заявив: «Процесу об’єднання немає. Він не відбувається. Сьогодні, коли говоримо про ПЦУ, ідеться про її входження у сопричастя з іншими помісними православними Церквами. І це є її пріоритетом. Між нами є поки що обмін деклараціями про готовність опрацьовувати дорожню карту».
19 грудня 2019 Святослав Шевчук заявив, що ніякого конфлікту між ПЦУ та УГКЦ немає, і, додав, ніколи не голосуйте «Проти».
25 грудня 2022 відбулася зустріч між головою УГКЦ та ПЦУ. Вони обговорили реформу церковного календаря, яке щораз гостріше постає перед Великоднем та Різдвом. Вони зустрілися в Митрополичому домі, що на території Михайлівського золотоверхого собору.
2024 року Святослав Шевчук заявив: «Питання об'єднання Української греко-католицької церкви та Православної церкви України наразі не актуальне», «Щодо, скажімо, об’єднання, потенційного об’єднання, я би не був такий оптимістичний і не виставляв жодних часових рамок».

### Пандемія коронавірусної хвороби 2019
З початком пандемії коррнавірусної хвороби 2019 (COVID-19) Шевчук закликав вірян УГКЦ дотримуватися правил безпеки та висловив готовність за потреби розгорнути у храмах польові шпиталі. Митрополит закликав людей молитися вдома та дивитися онлайн-трансляцію, не торкатися та не цілувати ікон.

### Відносини з Ватиканом
10 листопада 2022 року митрополит Шевчук зустрівся з Папою Бенедиктом XVI. Під час зустрічі Шевчук заявив, що війна в Україні має ідеологічний і колоніальний характер, порівняв Росію з нацистським режимом. 7 грудня Шевчук зустрівся у Ватикані з Папою Франциском та подарував йому фрагмент російської міни, після слів Папи про гуманізм Росії. Також, Блаженніший Святослав представив Папі пасторальний план УГКЦ до 2030 року, головним завданням якого є допомога біженцям та зцілення ран війни. Під час інтерв'ю в січні 2023 року назвав 2022 рік у відносинах з Ватиканом роком великих непорозумінь. У той же час, Шевчук сказав, що протягом року він був у постійному контакті з Папою.

### Календарна реформа
6 лютого 2023 року Шевчук повідомив, що Архієрейський собор вирішив з 1 вересня перейти на новий календар святкування. Зокрема, Різдво Христове УГКЦ святкуватиме 25 грудня, Богоявлення — 6 січня, Благовіщення Пресвятової Богородиці — 25 березня, Покров Пресвятої Богородиці — 1 жовтня, Святого Миколая — 6 грудня.

### Рівень підтримки
Станом на лютий 2019 року соцопитування Центру Разумкова показувало, що голові УГКЦ довіряли 36 % і не довіряли 12,5 % опитаних.

### Громадська діяльність
Входить до Поважної ради Громадської ініціативи «Орден святого Пантелеймона»

## Родина
Батько — Юрій Іванович Шевчук (1945—2022). Помер 5 грудня 2022 року в лікарні Сумма міста Акрон у США. Родом із селища Брошнів-Осада на Івано-Франківщині. Був державним службовцем, працював на залізниці. Його родина була дуже активною під час переслідування УГКЦ радянським режимом. 20 травня 2023 відбулося перепоховання Юрія Івановича Шевчука в Україні.
Мати — Віра Василівна Шевчук (нар. 1948-12.04.2021) — з 1966 року викладала в музичній школі Стрия Львівської області.
Молодший брат — Всеволод Юрійович Шевчук (нар. 1981) — закінчив Стенфордську духовну семінарію, потім — університет у Вашингтоні. 12 березня 2011 року був висвячений у сан священника.

## Нагороди
- Орден «За заслуги» III ст. (28 червня 2021) — за значний особистий внесок у державне будівництво, зміцнення національної безпеки, соціально-економічний, науково-технічний, культурно-освітній розвиток Української держави, вагомі трудові досягнення, багаторічну сумлінну працю та з нагоди 25-ї річниці прийняття Конституції України[35].
- Орден Святого Пантелеймона (27 липня 2024) — за самовіддане служіння українському народу, мужність і стійкість у боротьбі за здоров'я українців, за свободу й незалежність України у війні з російським агресором[36]

## Твори
- Блаженніший Святослав Шевчук «Україна стоїть! Україна бореться! Україна молиться!» (2024), ISBN 978-617-7286-95-9[37]

## Галерея

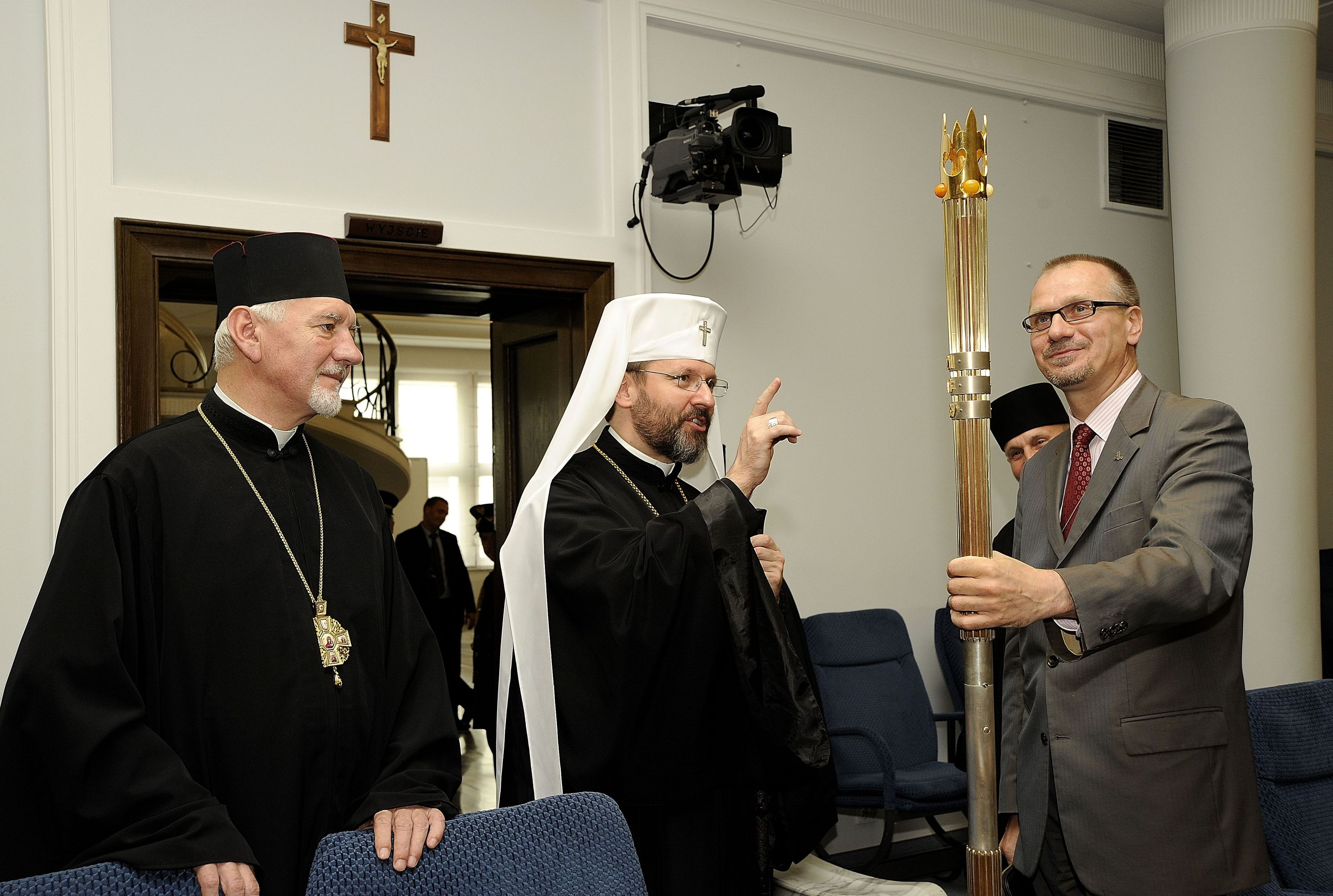
Блаженніший Святослав Шевчук у Польському Сенаті
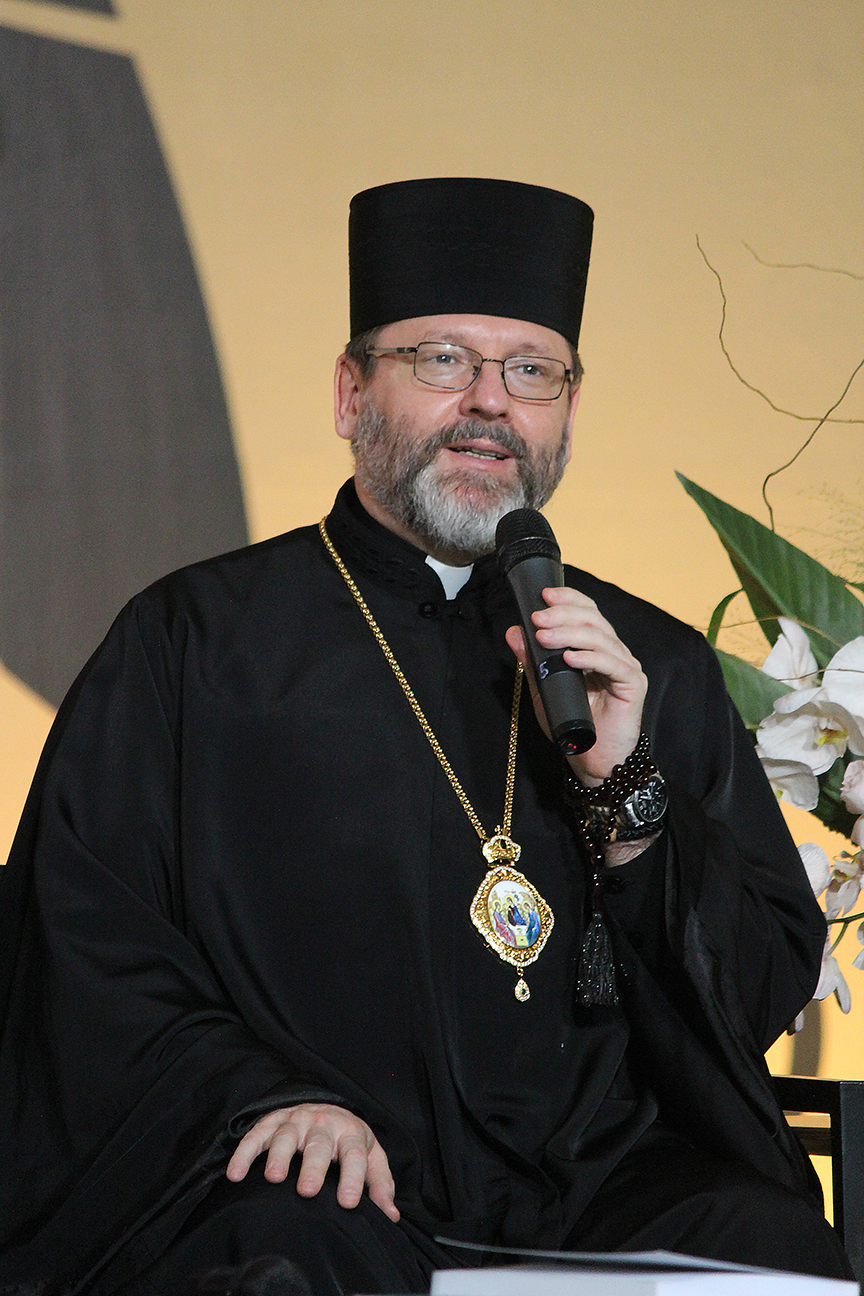
Блаженніший Святослав (Шевчук) на Книжковому Арсеналі 2021
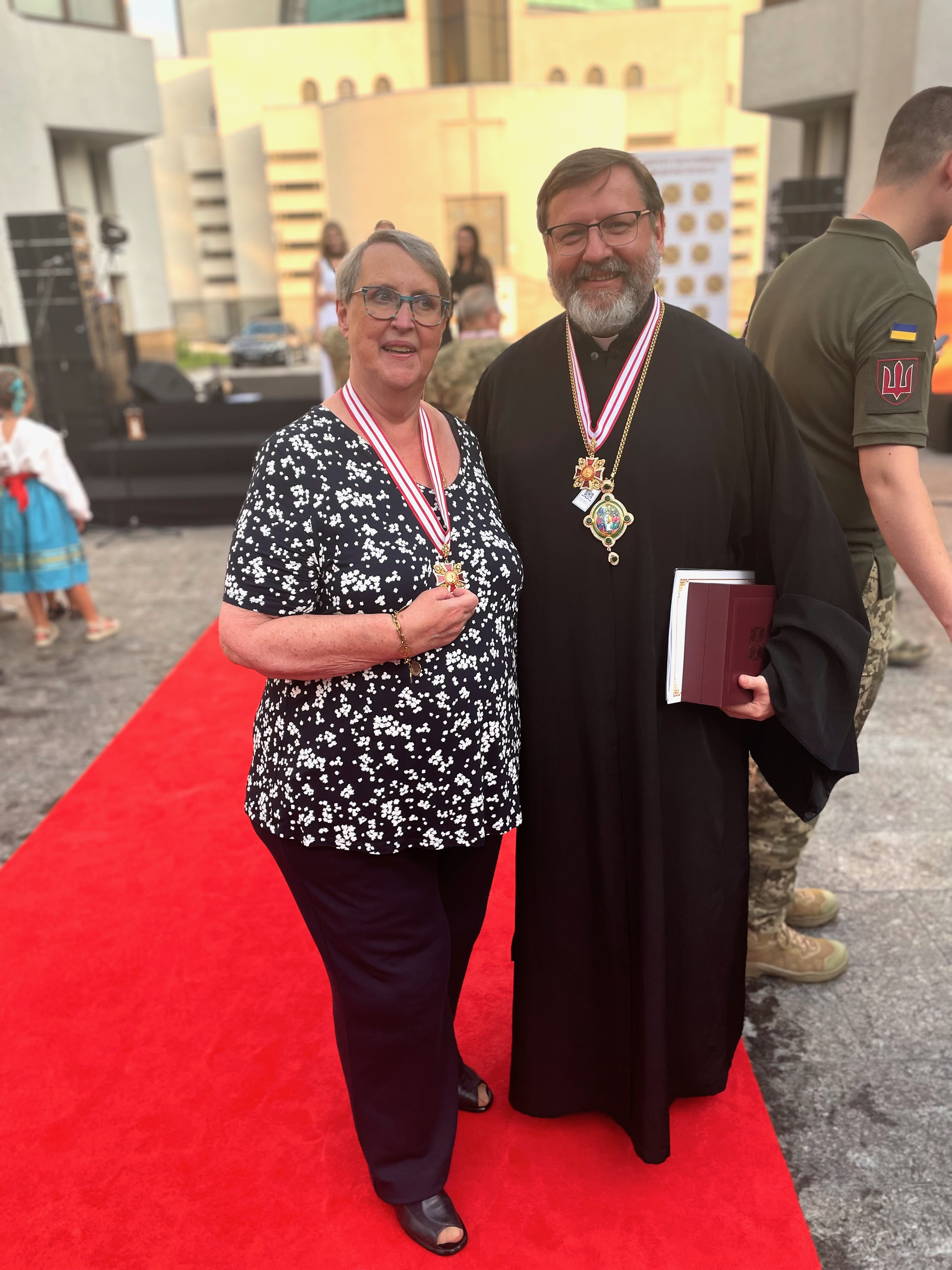
Блаженніший Святослав (Шевчук) та Бея Кльойтерс-Альберс на церемонії вручення ордену Святого Пантелеймона 2024

## Зауваги
1. 1 2  в УГКЦ для позначення головуючого церкви окрім терміну Отець і Глава також широко використовується термін Предстоятель[1] та Глава[2]